# نناد ووکانیچ
نناد ووکانیچ (انگلیسی: Nenad Vukanić؛ زادهٔ ۱۶ may ۱۹۷۴ (۵۰ سال)) ورزشکار واترپلو اهل یوگسلاوی است.
وی در مسابقات کشوری و بین‌المللی در مجموع برندهٔ ۱ مدال برنز شده‌است.